# Enneamerus reticulatus
Enneamerus reticulatus är en myrart som beskrevs av Mayr 1868. Enneamerus reticulatus ingår i släktet Enneamerus och familjen myror. Inga underarter finns listade i Catalogue of Life.